# Acanthaleyrodes callicarpae
Acanthaleyrodes callicarpae es un hemíptero de la familia Aleyrodidae, subfamilia Aleyrodinae.
Acanthaleyrodes callicarpae fue descrita científicamente por primera vez por Takahashi en 1931.